# Cấp sao tuyệt đối
Cấp sao tuyệt đối (M) là độ sáng của thiên thể, tính ở khoảng cách cho trước 10 pc (3,08.1014km) cách người quan sát. Cấp sao tuyệt đối của Mặt trời là +4,9M, sao Rigel –6,2M, tức sáng hơn Mặt trời 160 000 lần. Trong các thiên thể sáng nhất và ổn định thì sao HR 5171 sáng hơn Mặt trời 630 000 lần, còn trong các thiên thể sáng ngắn hạn thì tân tinh CP Puppis đạt điểm sáng cực đại gấp Mặt trời 3 triệu lần.
Thông thường kết quả quan sát các sao trên thiên cầu không đem lại cấp sao tuyệt đối-tức là độ sáng thật của sao mà chỉ phản ánh độ sáng đập vào mắt người quan sát tại mặt đất, tức cấp sao biểu kiến mà thôi. Mặt Trời có cấp sao tuyệt đối rất nhỏ, nhưng vì ở gần chúng ta nên là sao sáng nhất đối với người quan sát tại Trái Đất.